# Sokolinaja Gora
Il quartiere Sokolinaja Gora (in russo Район Соколиная Гора?, "la collina del falco") è un quartiere di Mosca sito nel Distretto Orientale.
La sua parte settentrionale occupa l'area del villaggio operaio di Blaguša. Il quartiere stesso è uno dei più antichi quartieri industriali della città. Il nome, legato all'attività di falconeria che vi svolgeva per conto di Alessio I di Russia, risale al XVII secolo. Durante il regno di Pietro I di Russia la zona venne destinata ad ospitare la sloboda militare Semënovskaja, ciò rese diffuso anche il nome di Semënovskoe. Tra la fine del XVIII e l'inizio del XIX secolo la zona viene sottratta all'amministrazione militare e destinata ad ospitare le prime fabbriche.
La maggiore impresa oggi presente nel quartiere è la Saljut che produce motori aeronautici ed è una delle principali aziende dal complesso industriale-militare russo.